# Kanton Le Bourg-d'Oisans
Kanton Le Bourg-d'Oisans (fr. Canton du Bourg-d'Oisans) je francouzský kanton v departementu Isère v regionu Rhône-Alpes. Skládá se z 20 obcí.

## Obce kantonu
- Allemond
- Auris
- Besse
- Le Bourg-d'Oisans
- Clavans-en-Haut-Oisans
- Le Freney-d'Oisans
- La Garde
- Huez
- Livet-et-Gavet
- Mizoën
- Mont-de-Lans
- Ornon
- Oulles
- Oz
- Saint-Christophe-en-Oisans
- Vaujany
- Vénosc
- Villard-Notre-Dame
- Villard-Reculas
- Villard-Reymond